# Битва на Чорній річці

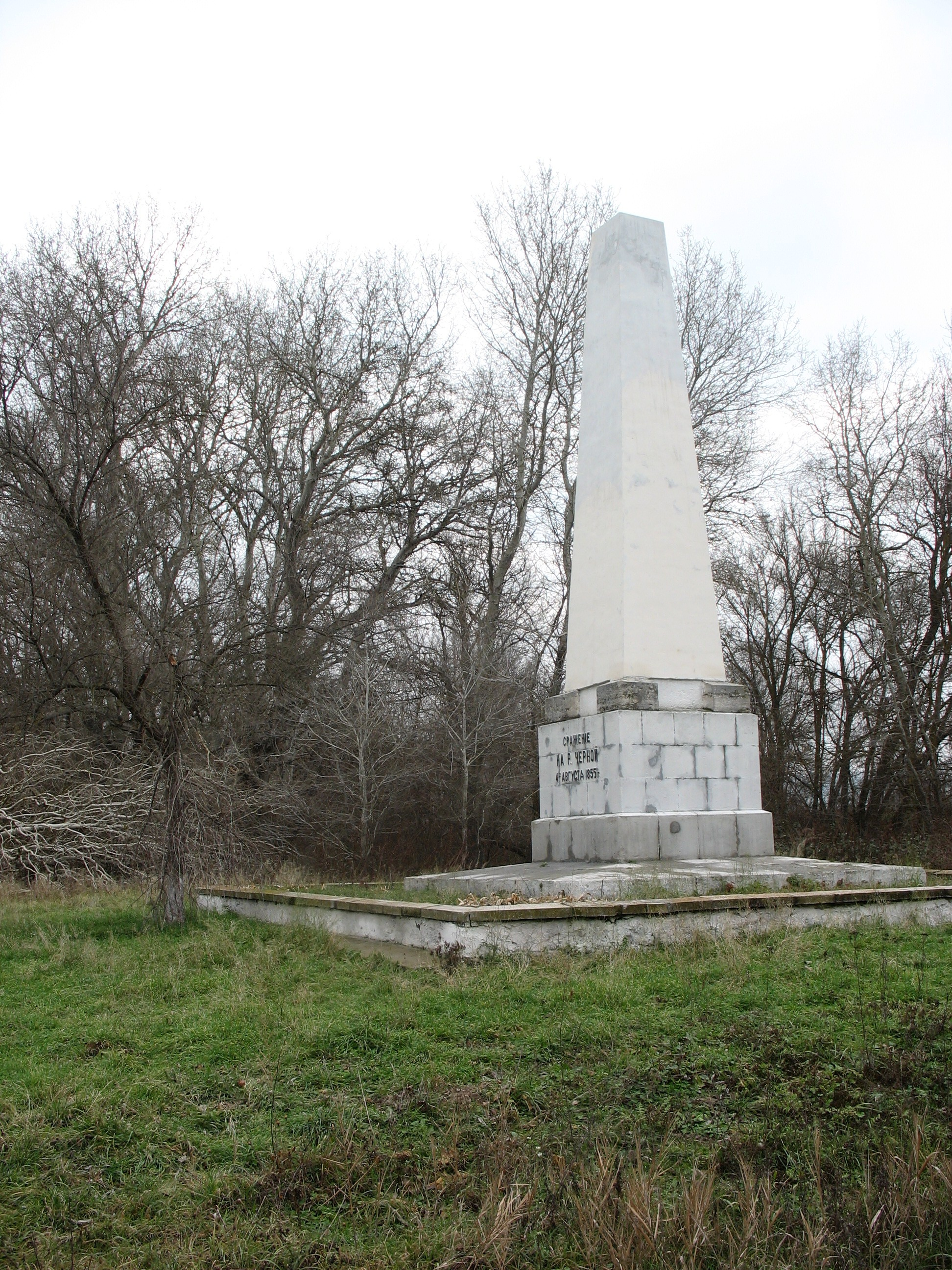
Пам'ятник Чорноріченській битві на річці Чорна

Битва на Чорній річці — битва періоду Кримської війни, що відбулася 16 серпня 1855 року біля річки Чорна в Криму. Битва була останньою спробою російських військ зняти блокаду з Севастополя. Проте об'єднані франко-сардинські війська завдали поразки російській армії. В битві брало участь приблизно по 60 тис. чоловік з обох сторін. Згодом, 27 серпня 1854, після втрати Малахова кургану російські війська залишили південну сторону Севастополя, що було фактичним закінченням активних бойових дій у війні.